# Mayo-Boutaly
Mayo-Boutaly (ou Mayo Boutali) est un village du Cameroun situé dans la région de l'Adamaoua et le département de Mayo-Banyo. Il fait partie de la commune de Banyo et du lamidat de Banyo.

## Population

### Démographie
En 1967 le village comptait 151 habitants, principalement des Peuls.
Lors du recensement de 2005, on y a dénombré 510 personnes, dont 246 hommes et 264 femmes.
Selon le plan communal de développement de la commune de Banyo daté d'août 2015, Mayo-Boutaly compte 180 habitants dont 80 hommes et 100 femmes. Mayo Boutali Lamba et Mayo Boutali Allarba sont décomptés séparément.

## Éducation
L'école publique du village compte 54 élèves dont 19 filles et 35 garçons. 
Un enseignant contractuel et un maître parent ne disposent pas de salles de classe.